# Jj
jj är en svensk elektronisk musikgrupp från Vallentuna utanför Stockholm. Gruppen består av Joakim Benon och Elin Kastlander. Bandet ligger på The Tough Alliances skivbolag Sincerely Yours.

## Historia
jj släppte i mars 2009 debutsingeln jj n° 1 innehållandes två låtar: "my life, my swag" och "my swag, my life". Senare samma år släpptes deras första fullängdsalbumet jj n° 2 som blev rosat av många av Sveriges musikskribenter. Både deras debutsingel och deras debutalbum fick utmärkelsen Best New Music och betygen 8 respektive 8.6 av den Chicagoetablerade internetpublikation Pitchfork Media.
Gruppens andra fullängdsalbum med titeln jj n° 3 släpptes den 9 mars 2010 av svenska Sincerely Yours och det amerikanska skivbolaget Secretly Canadian.
jj var mellan mars och april 2010 på en rikstäckande turné i USA tillsammans med det brittiska bandet The xx. Utöver denna turné har jj spelat live på flertal andra platser i världen, bl.a. Italien, Spanien, Singapore, Hongkong, Schweiz, Island, Holland och Tyskland.
jj's nästa stora släpp efter jj n° 3 var mixtapet Kills som släpptes på julafton 2010. Första singeln från mixtapet, "Let Them", släpptes 12 oktober 2010 på Sincerely Yours webbplats.
I mars 2011 gjorde jj en officiell remix av Rebecca & Fionas låt "Bullets". Remixen som fick titeln "The End of the World" innehöll en vers med Lorentz Berger från Lorentz & Sakarias.
jj's låt "My Life" från albumet jj n° 3 var med i en officiell trailer för spelet Battlefield 3 som släpptes på YouTube 13 april 2011.
I augusti 2011 släppte jj låten "We Can't Stop" tillsammans med den amerikanske R&B sångaren Ne-Yo som del av Adult Swim's 2011 Singles Program. Senare under 2011 samarbetade jj återigen med en amerikansk artist. Denna gång rapparen Don Trip som de tillsammans gjorde låten "Cheers (jj’s Save Our Souls Remix)" med.
I december 2011 var jj delaktiga i projektet Musikhjälpen 2011 där de spelat live i Sveriges Radio.
I slutet på 2011 har de varit med i intervjuserie med Per Sinding-Larsen för Sveriges Television. I serien blir Joakim och Elin intervjuade i sin hemstad Vallentuna.
På senare tid har jj blivit nominerade till priset P3 Guld för årets pop, och de har släppt singeln "Vi" som de även framförde i TV4 Nyhetsmorgon.
jj's nya singel jj n° 4 släpptes 8 maj 2012.
jj medverkade på låtarna "Sommarsnö" och "Vallée de la Marne" på Lorentz & Sakarias album "Himlen är som mörkast när stjärnorna lyser starkast" som släpptes 9 november 2012.
På midsommarafton 2013 släppte jj låten "Fågelsången" på deras webbplats.
Den 4 juli 2014 släpptes Lorentz solodebutalbum "Kärlekslåtar" där jj medverkade på låtarna "Där dit vinden kommer" och "Mimosa".
Den 19 augusti 2014 släpptes deras tredje studioalbum V.
Den 12 augusti 2015 släppte jj en EP med titeln Death innehållandes fem nya låtar.

## Diskografi

### Studioalbum
- 2009 - jj n° 2
- 2010 - jj n° 3
- 2014 - V

### Mixtapes
- 2010 - Kills

### Singlar och EP
- 2009 - jj n° 1
- 2009 - a jj 12"
- 2012 - jj n° 4
- 2012 - High Summer
- 2015 - Death